# Ernst Beyeler

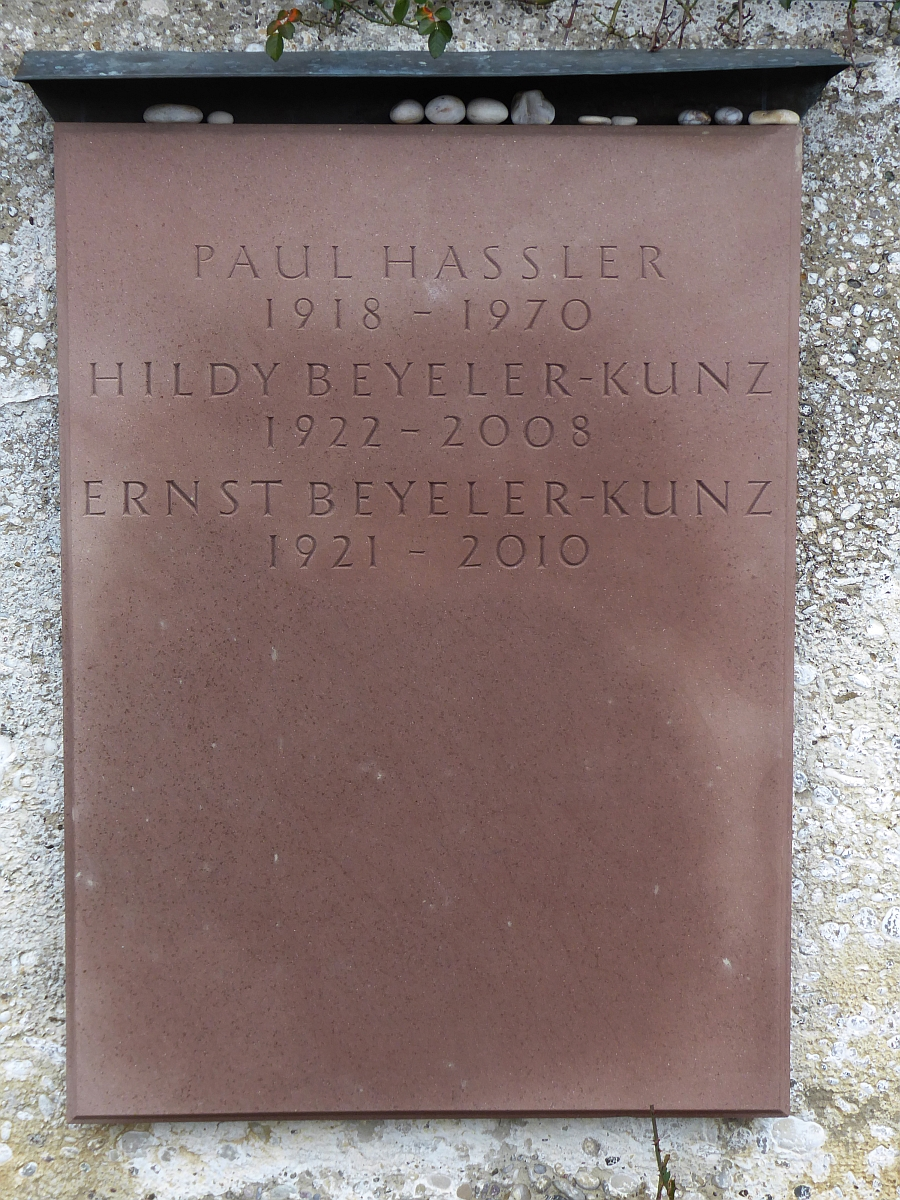
Tumba de Hildy y Ernst Beyeler

Ernst Beyeler  (Basilea, 16 de julio de 1921 - Riehen, 25 de febrero de 2010) fue un galerista, coleccionista de arte y mecenas suizo.

## Biografía
Además de galerista, Ernst Beyeler llevó una actividad de comerciante y de coleccionista y constituyó junto a su esposa Hilda Kunz, fallecida en 2008, una de las más importantes colecciones de arte moderno del siglo XX.

### De la galería a la fundación
Hacia 1940 Ernst Beyeler inicia estudios de Economía y de Historia del arte en la Universidad de Basilea. Al mismo tiempo, trabaja en la librería de Oskar Schloss, anticuario alemán de origen judío refugiado en Suiza. A la muerte del librero, en 1945, Beyeler recompra la librería y la transforma en galería de arte y antigüedades. En 1947, organiza una primera exposición de grabados japoneses.
A partir de 1951, las exposiciones se suceden sin interrupción. Entre 1959 y 1965, adquirió una parte importante de la colección Thompson, de Pittsburgh, que atesoraba más de 340 obras de Cézanne, Monnet, Picasso, Matisse, Léger, Miró, Mondrian, Braque, Giacometti. En 1966, Beyeler visita a Picasso en su taller de Mougins; su notoriedad y sus relaciones de amistad en el medio artístico son tales que Picasso le deja escoger 26 cuadros, que presenta enseguida en dos exposiciones. El galerista suizo, a través de un crédito, adquirió dos de las telas: Dos hermanos y El arlequín sentado.
En 1971, Beyeler es cofundador de la Feria internacional Art Basel, que frecuentará hasta 1992.
En 1972, recompra a Nina Kandinsky un centenar de telas, acuarelas y dibujos. Tales fondos asegurarán su fortuna gracias a las plusvalías de un mercado eufórico.
En 1982, cede su colección de obras de arte a la Fundación Beyeler. En 1991, el arquitecto italiano Renzo Piano diseña el proyecto de construcción del museo (55 millones de francos suizos) destinado a albergar la colección en Riehen. Fue inaugurado en 1997 y tres años después ampliado.
La fundación Beyeler ha sido implicada en el debate sobre las obras de arte robadas durante la Segunda Guerra Mundial por los nazis. En 2002, firmó un acuerdo extrajudicial con los herederos del anciano propietario de una pintura de Vasili Kandinski.

### Posteridad
En junio de 2007, Ernst Beyeler confió los mandos de su fundación y del museo a Samuel Keller, haciéndole su heredero espiritual. Tras la muerte de su esposa en 2008, se retiró. La pareja no tuvo hijos, por lo que su herencia se rige por la ley suiza sobre fundaciones.
El conjunto de la colección está valorado entre 1 300 y 2 000 millones de francos suizos. En junio de 2011, una parte de la colección fue vendida en la sala Christie's, de Londres, con el fin de financiar el funcionamiento de la fundación de Riehen.

### Premios y distinciones
- 1985 : Caballero de la Orden de las Artes y las Letras, París.[9]
- 1987 : Doctor honoris causa en Filosofía por la Universidad de Basilea.
- 1998 : Caballero de la Legión de Honor, París.
- 2008 : Premio Suiza a la cultura.

## Fuente
- « Le collectionneur d'art Ernst Beyeler est décédé », article du 26 février 2010, sur le site tsr.ch, consulté le 26 février 2010
- Marchand d'art, Ernst Beyeler, (66 minutes, 2007) un film de Philippe Piguet et Thomas Isler, produit par Bix Films et Freihaendler pour ARTE, France 3, TSR et SF (http://www.sanchoetcompagnie.fr/film/marchand-dart-ernst-beyeler/)